# Traveller
Traveller é o álbum de estreia do cantor norte-americano Chris Stapleton, lançado a 5 de maio de 2015 através da Mercury Records e Universal Music Group Nashville. O disco estreou na primeira posição da tabela musical dos Estados Unidos, Billboard 200, com 177 mil cópias vendidas nos primeiros oito dias, e permaneceu uma segunda semana consecutiva com mais 124 mil unidades comercializadas.

## Desempenho nas tabelas musicais

### Posições semanais/mensais
| Tabela musical (2015)                     | Melhor posição |
| ----------------------------------------- | -------------- |
| Austrália - ARIA Albums Chart             | 47             |
| Canadá - Canadian Albums                  | 4              |
| Estados Unidos - Billboard 200            | 1              |
| Estados Unidos - Billboard Country Albums | 1              |

### Posições anuais
| Tabela musical (2015)                     | Melhor posição |
| ----------------------------------------- | -------------- |
| Estados Unidos - Billboard 200            | 68             |
| Estados Unidos - Billboard Country Albums | 9              |

### Certificações
| País           | Provedor | Certificação |
| -------------- | -------- | ------------ |
| Estados Unidos | RIAA     | Ouro         |